# 拉多耶·道曼诺维奇
拉多耶•道曼诺维奇（Radoje Domanovic，1873年2月16日—1908年8月17日）是十九世纪末、二十世纪初塞尔维亚著名作家。他的主要成就是讽刺作品。

## 生平
道曼诺维奇出生在奥夫西什特村的一个乡村教师的家庭里。童年时代在乡村度过。中学毕业后，进贝尔格莱德大学哲学系。当时，塞尔维亚是一个落后的半殖民地国家。反动的专制制度日益显得衰败腐朽，广大的人民大众为争取民主和自由而斗争。国王米兰•奥布廉诺维奇以及后来他的儿子亚历山大•奥布廉诺维奇，依靠反动官僚、警察和军队，在国内建立了警察官僚专制统治，残酷镇压一切进步力量。但是，任何暴力都无法阻拦人民大众的革命潮流。
道曼诺维奇在学生时代就接受革命思想，勇敢地参加反对奥布廉诺维奇专制制度的斗争。他二十岁时加入激进党，开始拿起笔作为战斗的武器，为进步报刊撰稿。激进党建立于1881年，起初尚能反映广大大众、特别是农民的基本要求，积极反对专制制度。后来，党内出现分裂。九十年代道曼诺维奇参加了激进党左翼。
1894年大学毕业后，道曼诺维奇当过中学教师，这期间他写政论文章，积极反对党内的机会主义、投降主义。1898年道曼诺维奇撰写中学教师反对校内反动法规的决议，因而他和妻子都被革除职务。但是，政治迫害道曼诺维奇低头，不能使他放弃自己的信念和斗争。一个同时代人回忆说：“他宁愿饿死，也不屈服于任何暴力，不畏威胁利诱，决不卑躬屈膝，决不出卖自己的灵魂。”
过去，他写描绘农村生活、外省生活的小说，具有伤感色彩，并不猛烈抨击现有的社会制度，而现在转而写尖锐的政治性讽刺小说。
1900年道曼诺维奇又得以进国家机关工作（先在国家档案馆，后在教育部），家庭生活有了保障。接着，他写出《斯特拉迪亚》、《领袖》等政治性讽刺小说，遭到反动统治阶级的痛恨和迫害。1902年他又被革职。
1903年，奥布廉诺维奇家族垮台，资产阶级将王位献给彼得一世。国家生活中有了一些改良的措施。但是道曼诺维奇明白这并没有触动根本的社会制度。1904年他创办讽刺性报纸《斯特拉迪亚》，继续寻找着真正可以依靠的社会力量。

## 作品
- 斯特拉迪亚，1902。
- 领袖，1901。
- 烙印，1899。
- 废除激情的法令，1898。
- 一头普通塞尔维亚公牛的思考，1902。
- 死海，1902。

## 外部連結
- 道曼诺维奇作品全集 （页面存档备份，存于）